# RS08

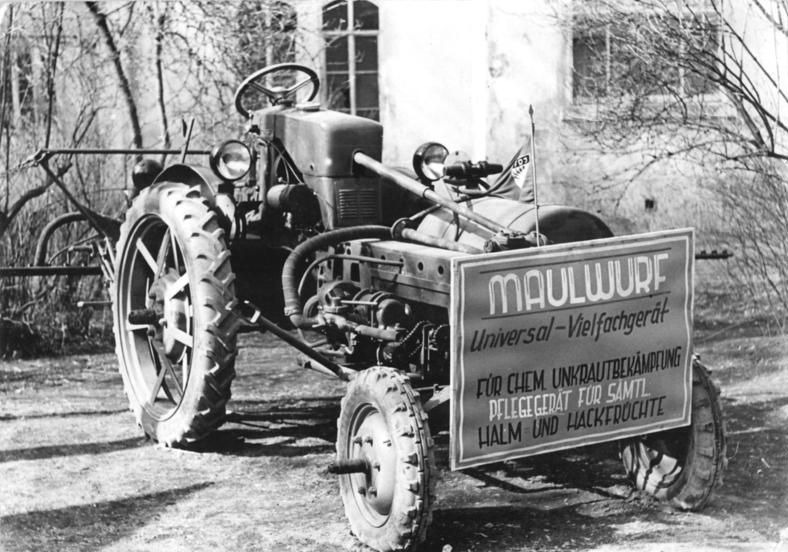
RS08 im März 1954 auf der Muster- und Verkaufsmesse in Apolda

Der Traktor RS08 ist ein Geräteträger, der im VEB Traktorenwerk Schönebeck der DDR gebaut wurde. Er wurde in den Jahren 1951 bis 1953 basierend auf dem Maulwurf entwickelt und von 1953 bis 1956 gebaut. Auf Grund der Ähnlichkeit beider Traktoren wurde der Name Maulwurf im Volksmund auf den RS08 übertragen. Die vollständige Typbezeichnung RS08/15 weist ihn als Rad-Schlepper mit 11 kW (15 PS) aus.

## Maulwurf
Der Geräteträger Maulwurf, eine Eigenentwicklung von Egon Scheuch aus Erfurt, wurde in Kleinserie vor 1949 gebaut und war der erste Geräteträger überhaupt. Wahrscheinlich hatte er aus diesem Grund auch noch keine der später in der DDR üblichen RS-Typenbezeichnungen. Angetrieben wurde der Maulwurf von einem über der Vorderachse liegenden, luftgekühlten Einzylinderzweitaktvergasermotor des Herstellers DKW.
Obwohl das Konzept prinzipiell überaus innovativ war, erlangte diese Maschine wegen ihrer konstruktiven Mängel nie größere Bedeutung. Der auf dem Kastenträger vorn sitzende Motor und die Kraftübertragung per Kardanwelle, durch den Träger selbst auf das hintenliegende Getriebe, machte die Technik zum einen störanfällig und behinderte zum anderen die effektive Nutzung des Lochträgers. Die Produktion des „Maulwurf“ wurde daher 1949 eingestellt.

## RS08

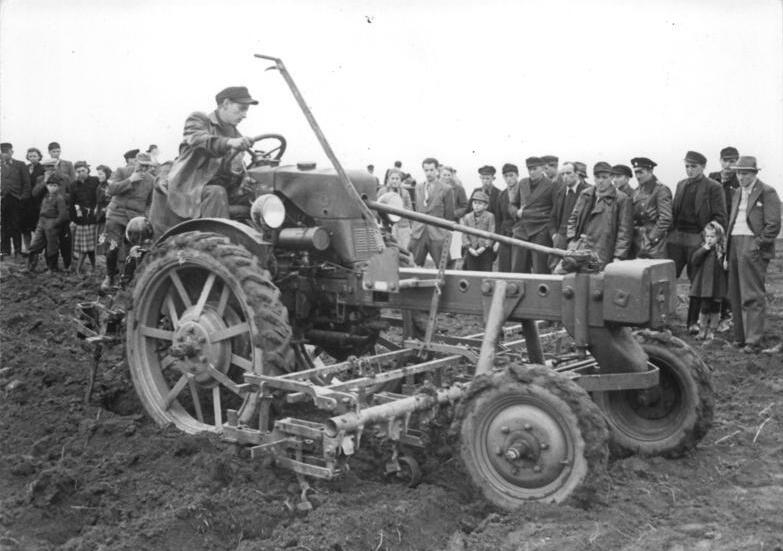
Vorführung der Vorbereitung des Quadratnestpflanzverfahrens von Kartoffeln mit einem RS08 mit angebautem Vielfachgerät.

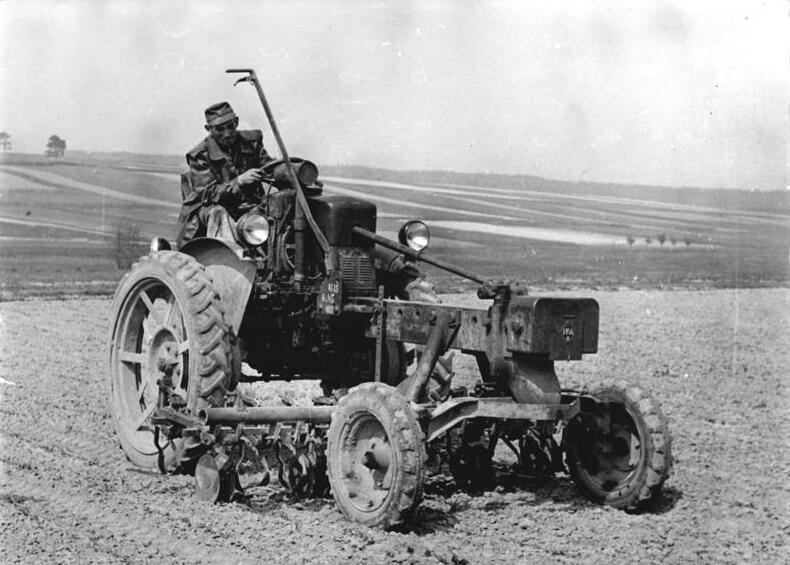
Die Spurweite wurde hier durch Drehen der rechtsseitigen Räder (auf eine negative statt positiver Einpresstiefe) vergrößert.

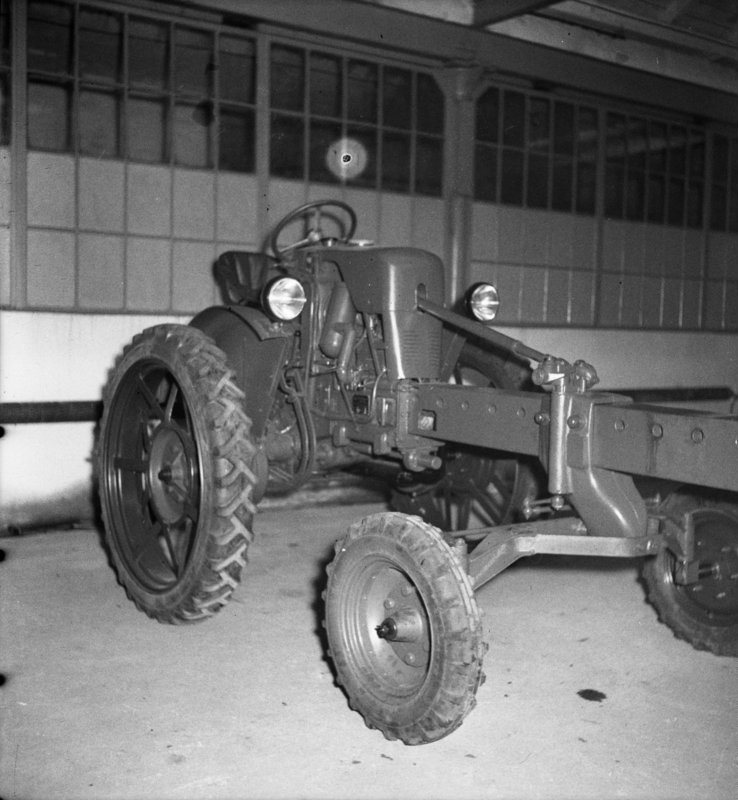
Nicht nur die Spurweite, sondern auch der Radstand ist variabel.

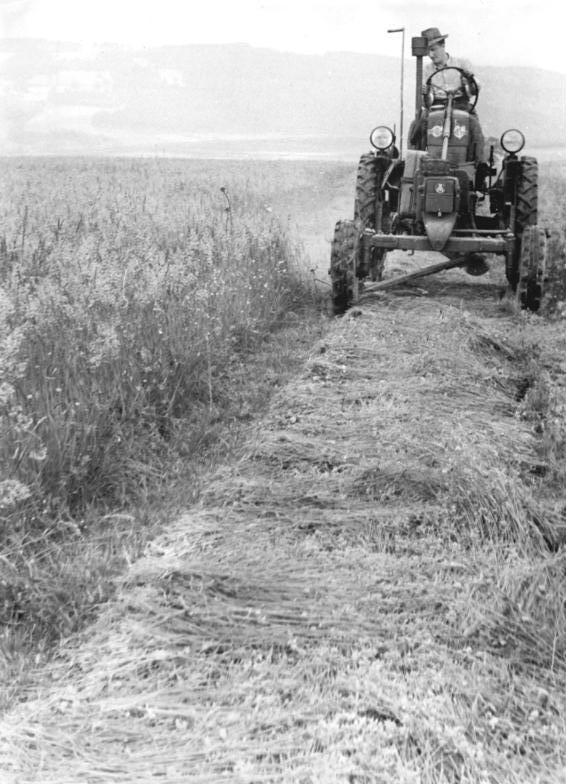
Frontansicht des RS08 beim Mähen

Der RS08 hingegen hatte bereits einen weiter hinten orientierten, wenn auch immer noch vor dem Fahrer liegenden, wassergekühlten Zweitaktvergasermotor mit zwei Zylindern, der ebenfalls von DKW stammte.
Außergewöhnlich an diesem Zweitaktmotor ist die Tatsache, dass seine Zündanlage mit einem Zündverteiler (wie beim Viertaktmotor) gesteuert wurde. Dies war notwendig, da das Motorgehäuse ein Teil der Rahmenkonstruktion war und somit die an der Front angebrachte Zündanlage sonst nicht zu erreichen gewesen wäre, ohne den Träger zu demontieren.
Die größte Innovation beim RS08 war sein Getriebe mit vier Fahrstufen. Diese sind in zwei Gruppen mit jeweils einer Rückwärtsgruppe über einen Schalthebel schaltbar, das heißt, der RS08 hat 8 Vorwärts- und 8 Rückwärtsgänge. Weiterhin hat das Getriebe sowohl vorn als auch hinten eine Zapfwelle. Diese können unabhängig voneinander betrieben werden.
Diese Zapfwellen können wahlweise motorgebunden (dreht sobald der Motor läuft) oder wegegebunden (dreht nur wenn das Fahrzeug fährt) angetrieben werden, wobei auch die Antriebsauswahl der Zapfwellen unabhängig voneinander erfolgt.
Die angetriebene Hinterachse kann mit einem Sperrdifferenzial gesperrt werden. Als Bremse dienen zwei unabhängig voneinander betätigbare Innenbackenbremsen, die auch als Lenkbremse wirken können, die Handbremse ist eine auf das Getriebe wirkende Bandbremse.
Eine weitere Neuheit war, dass Radstand und Spurbreite des Geräteträgers leicht zu verändern war. Zum Verkürzen des RS08 zog man einfach die zwei Befestigungsbolzen der vorderen Trägergruppe und schob das ganze nach hinten, dies ging recht unproblematisch, da die Lenksäule teleskopartig war. Zum Verändern der Spurbreite wurden bei der Vorderachse auf beiden Seiten nach dem Lösen der Fixierschrauben der Achsschenkel einfach verschoben. Bei der Hinterachse konnte man die Spurweite durch Beilegen von Distanzscheiben verändern, dazu war es nur nötig die Achsmutter zu lösen. Da die Einpresstiefe der standardmäßig ausgelieferten Felgen ungleich 0 ist, wurden zum Teil auch die Räder gewendet, um auf schnellem Weg für die Feldarbeit eine größere Spurweite zu erreichen.
Da der Benzinmotor ständig thermische Probleme verursachte und dadurch eine zu geringe Standfestigkeit hatte, modifizierte man das Konzept in Schönebeck und brachte als Nachfolger den RS09 mit einem Dieselmotor auf den Markt.

## Technische Daten
| Hersteller                  | VEB Traktorenwerk Schönebeck                                                                                              |
| Type                        | RS08/15 |
| Höchstgeschwindigkeit       | 15 km/h |
| Anhängelast                 | 3000 kg |
| Motor                       | |
| Hersteller                  | VEB Motorenwerk Karl-Marx-Stadt (Chemnitz)                                                                                |
| Motortyp                    | F 8/II |
| Funktionsprinzip            | Zweitaktvergasermotor mit Kurbelgehäusespülung                                                                            |
| Verdichtungsverhältnis      | 5,7:1 |
| Nennleistung                | 11 kW (15 PS) bei 3000/min                                                                                                |
| Drehmoment bei Nennleistung | 35 Nm bei 3000/min |
| Bohrung × Hub               | 76 × 76 mm |
| Hubraum                     | 690 cm³ |
| Zylinder                    | 2 |
| Akku                        | Bleisäureakku, 6 V, 84 Ah                                                                                                 |
| Lichtmaschine               | 6 V, 140 W |
| Gewichte und Belastungen    | |
| Eigengewicht                | 1330 kg |
| Nutzlast                    | 970 kg |
| Zulässiges Gesamtgewicht    | 2300 kg |
| Zulässige Achslast vorn     | 1200 kg |
| Zulässige Achslast hinten   | 1100 kg |
| Getriebe                    | |
| Geschwindigkeit in km/h     | bei 3000/min im 1. Gang: 1,6 2. Gang: 3,2 3. Gang: 4,4 4. Gang: 5,8 5. Gang: 3,9 6. Gang: 7,8 7. Gang: 11,2 8. Gang: 15,3 |
| Differenzial                | Sperrbares Hinterachsdifferenzial                                                                                         |
| Zugkraft                    | 10 kN im 3. Gang (auf der Straße) 8 kN im 3. Gang (auf dem Acker)                                                         |
| Maße über alles             | |
| Länge                       | 3690 mm |
| Breite                      | 1740 mm |
| Höhe                        | 1760 mm |
| kleinste Bodenfreiheit      | 475 mm |
| Räder und Bereifung         | |
| Zahl der Achsen             | 2 |
| Antrieb                     | Hinterrad |
| Reifengröße vorn            | 600–16 |
| Reifengröße hinten          | 700–36 |